# Alticola barakshin
Alticola barakshin là một loài động vật có vú trong họ Cricetidae, bộ Gặm nhấm. Loài này được Bannikov mô tả năm 1947.